# Юность командиров
«Юность командиров» (рабочее название: «Выстрел в горах») — советский полнометражный художественный фильм, снятый режиссёром Владимиром Вайнштоком на студии «Союздетфильм» в 1939 году.
Фильм выпущен в прокат 13 мая 1940 года.

## Сюжет
Фильм посвящен воспитанию школьников старших классов, переведенных из обычных средних школ в средние артиллерийские спецшколы (созданные в 1937 - 1938 годах в ряде городов  СССР в системе наркоматов просвещения союзных республик).
Оценки содержания кинокартины начали заметно расходиться с её действительной тематикой ещё в самых ранних газетных анонсах: 

«Жизни, учебе и быту учащихся спецшколы артиллеристов Красной Армии посвящен фильм «Выстрел в горах». Основные персонажи картины учащиеся девятого класса спецшколы: командир взвода Сережа Колечкин, его товарищи Генрих Попов и Миша Спасский. Они являются представителями нашей замечательной советской молодежи».— «Выстрел в горах». Фильм о молодых артиллеристах // Вечерняя Москва, 28 апреля 1939 г., № 97(4626), с. 3.

«Этот фильм рассказывает о воспитанниках спецшколы, их учебе, дружбе и героических поступках».— И. О. Дунаевский // Вечерняя Москва, 9 сентября 1939 г., № 207(4736), с. 3.
Уже в более поздние годы, когда представление о предвоенных «спецшколах наркомпросов» у многих окончательно стерлось из памяти, детей-старшеклассников в фильме В. Вайнштока рецензенты начали уверенно путать с военнослужащими - курсантами артиллерийских военно-учебных заведений РККА: 

«Кинолента рассказывает о воспитании будущих командиров Красной Армии. Здесь есть приключения, обвал, буран, достоверно воспроизведен быт курсантов военного училища и хорошая песня И. Дунаевского на слова Сергея Михалкова, ставшая маршем советских артиллеристов, снимались молодые талантливые актёры, но излишнее увлечение сюжетными перипетиями обеднило образы героев».— М. Сулькин. «Владимир Вайншток. 20 режиссёрских биографий», М., 1971.

## В ролях
- Лев Свердлин — Алексей Николаевич Строев, капитан, военрук 17-й средней артиллерийской спецшколы Наркомпроса РСФСР
- Алла Казанская — Таня Оленина, учащаяся девятого класса 29-й полной средней школы Отдела народного образования Райисполкома Дзержинского района города N
- Мария Барабанова — Маруся, одноклассница и лучшая подруга Тани
- Иона Бий-Бродский — Тарас Иванович, школьный повар
- А. Красов — Серёжа Колечкин, учащийся, командир третьего взвода второй батареи 17-й средней артиллерийской спецшколы Наркомпроса РСФСР
- Владимир Колчин — Гаврик Попов, учащийся, товарищ Серёжи
- Николай Сидоркин — Миша Спасский, учащийся
- Эль Трактовенко — Лёва Волик, учащийся
- Иван Беспалов — Кулигин, учащийся
- Сергей Каштелян — Герман, учащийся
- Александр Граве — учащийся (нет в титрах)
- Вячеслав Гостинский — учащийся (нет в титрах)
- Ефим Левит — командир стреляющих орудий на наблюдательном пункте артиллерийского полигона (нет в титрах)
- Осип Абдулов — военврач (нет в титрах)
- Всеволод Санаев — Гришаев, полковник, начальник лагерного сбора (нет в титрах))

## Съёмочная группа
- Авторы сценария: Михаил Блейман, Владимир Вайншток
- Режиссёр-постановщик: Владимир Вайншток
- Второй режиссёр: Григорий Левкоев
- Главный оператор: Михаил Кириллов
- Художники: Яков Ривош, Н. Левин
- Композитор: Исаак Дунаевский

## Съёмки
Съемочный период открылся 27 июня 1939 года в Москве съемкой сцены марша по улицам города, в которой были задействованы учащиеся 9-х и 10-х классов 3-й и 5-й московских артиллерийских спецшкол Наркомпроса РСФСР.
Образцом в отношении внутреннего порядка в образовательном учреждении для вымышленной «17-й спецартшколы», вероятно, стала «привилегированная» 2-я Московская артиллерийская спецшкола (среди учащихся которой были Артем Сергеев, Василий Сталин, Тимур Фрунзе, Степан Микоян, Олег Фриновский и другие дети и воспитанники высокопоставленных государственных деятелей). Создавая образ центрального персонажа картины - капитана Строева, артист-орденоносец Лев Свердлин (первоначально на роль Строева намечался Заслуженный артист РСФСР Осип Абдулов) опирался на опыт легендарного военрука 2-й артиллерийской спецшколы капитана Е. И. Левита (в свою очередь исполнившего в фильме яркую эпизодическую роль).
Часть натурных сцен была снята в военном лагере московских спецшкол (недалеко от Кубинки), затем группа переместилась в Кабардино-Балкарию. Съемки центрального эпизода картины - горного похода - производились на высоте от трёх до четырёх тысяч метров над уровнем моря, в полосе вечных снегов.
Натурные съемки завершились в конце сентября 1939 года в Нальчике.